# Gorjuner
Gorjuner är en östslavisk folkgrupp. De anses ofta utgöra en rysk etnisk undergrupp. Gorjunerna är bosatta på gränsen mellan nordöstra Ukraina och västra Ryssland. De talar en blandning mellan ukrainska och ryska.

### Fotnoter
1. ↑  F.D. Klimchuk, About ethnoliguistic history of Left Bank of Dnieper (in connection to the ethnogenesis of Goriuns). Published in "Goriuns: history, language, culture" Proceedings of International scientific conferenc, (Institute of Linguistics, Russian Academy of Sciences, February 13, 2004)